# エイコム

株式会社エイコムは、京都府京都市伏見区に本社を置く、高速液体クロマトグラフィー（HPLC）やマイクロダイアリシス（微小透析）法による検出器の日本メーカーである。